# Taça do Império 1918
La Taça do Império 1918 fu la terza ed ultima edizione della Taça do Império.
Al torneo presero parte tre squadre, tutte provenienti da Lisbona, che furono raggruppate in un girone unico. Il vincitore per la terza volta consecutiva fu il Benfica

## Gruppo
|            | 1918  |                  |
| ---------- | ----- | ---------------- |
| Benfica    | 2 - 1 | SC Império       |
| SC Império | 2 - 0 | Sporting Lisbona |
| Benfica    | 5 - 2 | Sporting Lisbona |

| Squadra          | P.ti | G | V | N | P | GF | GS | DR |
| ---------------- | ---- | - | - | - | - | -- | -- | -- |
| Benfica          | 4    | 2 | 2 | 0 | 0 | 7  | 3  | +4 |
| SC Império       | 2    | 2 | 1 | 0 | 1 | 3  | 2  | +1 |
| Sporting Lisbona | 0    | 2 | 0 | 0 | 2 | 2  | 7  | -5 |